# Dourgne
Dourgne (en occitan : Dornha)  est une commune française située dans le département du Tarn en région Occitanie. Sur le plan historique et culturel, la commune est dans le Castrais, un territoire essentiellement agricole, entre la rive droite de l'Agout au sud et son affluent, le Dadou, au nord.
Exposée à un climat océanique altéré, elle est drainée par le Ruisseau du Taurou, le ruisseau de Malric, le ruisseau des Fontanelles, le ruisseau du Lézérou, le ruisseau du Melzic et par divers autres petits cours d'eau. Incluse dans le parc naturel régional du Haut-Languedoc, la commune possède un patrimoine naturel remarquable : un site Natura 2000 (la « Montagne Noire occidentale ») et trois zones naturelles d'intérêt écologique, faunistique et floristique.
Dourgne est une commune rurale qui compte 1 310 habitants en 2022. Elle fait partie de l'aire d'attraction de Castres. Ses habitants sont appelés les Dourgnols ou  Dourgnoles.

## Géographie

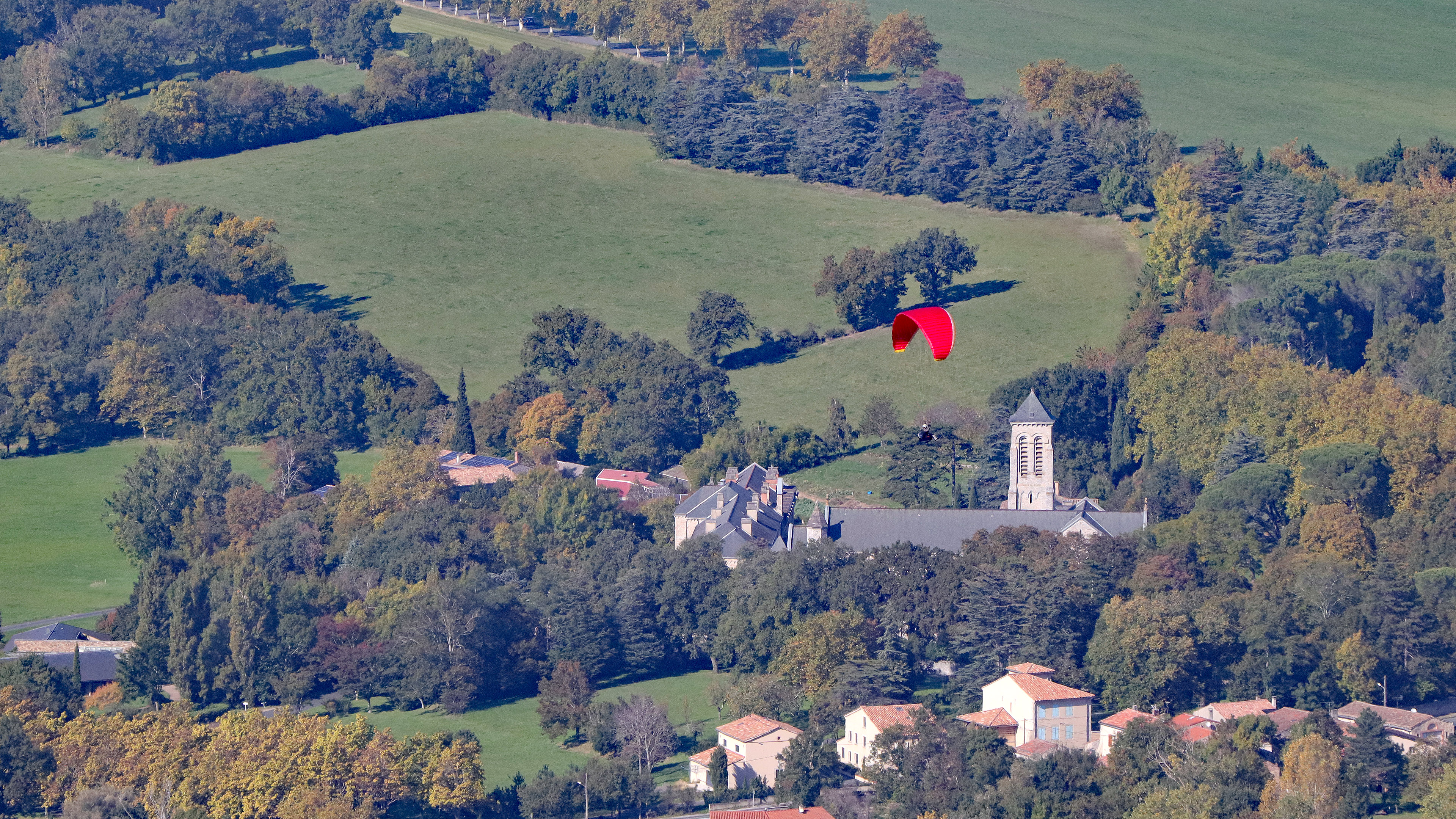
En Calcat vu de la Capelette

### Localisation
C'est une commune du Massif central située dans la montagne Noire à l'est de Revel.

### Communes limitrophes
Les communes limitrophes sont  Arfons, Lagardiolle, Massaguel, Saint-Amancet, Saint-Avit et Verdalle.
| Lagardiolle        | Saint-Avit | Verdalle  |
| Saint-Amancet      | Dourgne    | Massaguel |
| Sorèze (sur 100 m) | Arfons     |           |

### Voies de communication et transports
La ligne 761 du réseau régional liO assure la desserte de la commune, la reliant à Castres et à Revel.

### Hydrographie

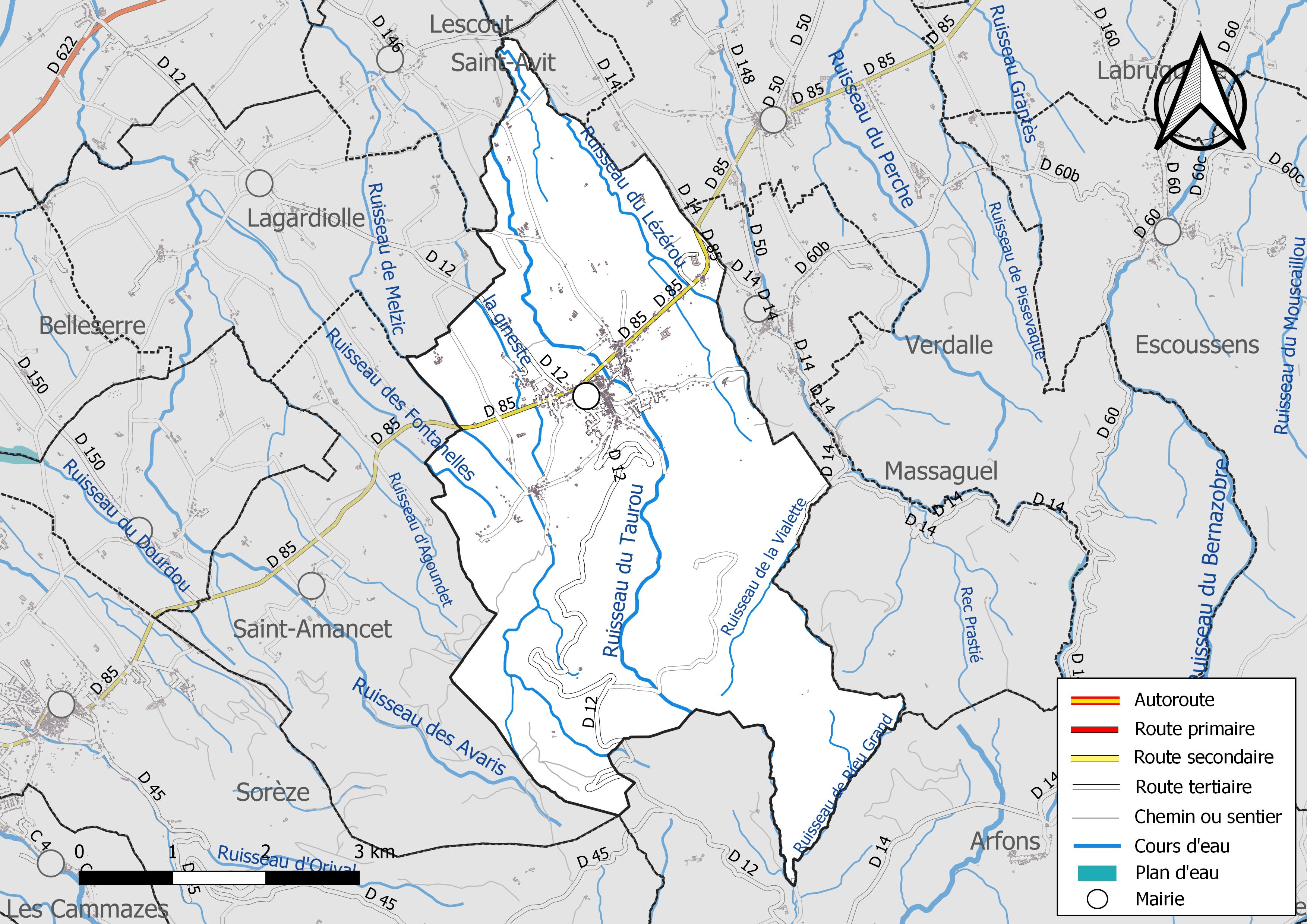
Réseaux hydrographique et routier de Dourgne.

La commune est dans le bassin de la Garonne, au sein du bassin hydrographique Adour-Garonne. Elle est drainée par le ruisseau du Taurou, le ruisseau de Malric, le ruisseau des Fontanelles, le ruisseau du Lézérou, le ruisseau du Melzic, le ruisseau de la Fontaine des Vaquiès, le ruisseau de la Peyre, le ruisseau de la Vialette, le ruisseau de Rieu Grand et par divers petits cours d'eau, qui constituent un réseau hydrographique de 34 km de longueur totale,.
Le ruisseau du Taurou, d'une longueur totale de 11,8 km, prend sa source dans la commune et s'écoule vers le nord. Il traverse la commune et se jette dans le Sor à Lescout, après avoir traversé 3 communes.

### Climat
Pour des articles plus généraux, voir Climat de l'Occitanie et Climat du Tarn.
En 2010, le climat de la commune est de type climat méditerranéen altéré, selon une étude du Centre national de la recherche scientifique s'appuyant sur une série de données couvrant la période 1971-2000. En 2020, Météo-France publie une typologie des climats de la France métropolitaine dans laquelle la commune est exposée à un climat océanique altéré et est dans la région climatique Aquitaine, Gascogne, caractérisée par une pluviométrie abondante au printemps, modérée en automne, un faible ensoleillement au printemps, un été chaud (19,5 °C), des vents faibles, des brouillards fréquents en automne et en hiver et des orages fréquents en été (15 à 20 jours).
Pour la période 1971-2000, la température annuelle moyenne est de 13,4 °C, avec une amplitude thermique annuelle de 15,6 °C. Le cumul annuel moyen de précipitations est de 885 mm, avec 8,8 jours de précipitations en janvier et 5,3 jours en juillet. Pour la période 1991-2020, la température moyenne annuelle observée sur la station météorologique installée sur la commune est de 13,8 °C et le cumul annuel moyen de précipitations est de 896,4 mm. 
La température maximale relevée sur cette station est de 41,8 °C, atteinte le 23 août 2023 ; la température minimale est de −19,5 °C, atteinte le 16 janvier 1985,,.
| Mois                                  | jan.             | fév.             | mars            | avril           | mai             | juin          | jui.          | août           | sep.           | oct.            | nov.          | déc.             | année      |
| ------------------------------------- | ---------------- | ---------------- | --------------- | --------------- | --------------- | ------------- | ------------- | -------------- | -------------- | --------------- | ------------- | ---------------- | ---------- |
| Température minimale moyenne (°C)     | 2,5              | 2,5              | 4,8             | 7               | 10,6            | 14            | 15,8          | 15,7           | 12,7           | 10,1            | 5,9           | 3,2              | 8,7        |
| Température moyenne (°C)              | 6,1              | 6,8              | 9,9             | 12,3            | 16,2            | 19,9          | 22,1          | 22,2           | 18,6           | 14,9            | 9,7           | 6,8              | 13,8       |
| Température maximale moyenne (°C)     | 9,7              | 11,2             | 14,9            | 17,7            | 21,7            | 25,9          | 28,3          | 28,7           | 24,6           | 19,7            | 13,5          | 10,4             | 18,9       |
| Record de froid (°C) date du record   | −19,5 16.01.1985 | −18,5 05.02.1963 | −9,3 09.03.1964 | −2,5 22.04.1991 | −1,3 01.05.1960 | 3,6 01.06.06  | 6,7 17.07.00  | 5,6 31.08.1995 | 1,8 19.09.1977 | −3,1 23.10.1991 | −8 21.11.1998 | −10,2 28.12.1962 | −19,5 1985 |
| Record de chaleur (°C) date du record | 19,8 25.01.1990  | 24,7 23.02.1990  | 27,6 29.03.23   | 30,5 14.04.15   | 34,1 21.05.22   | 40,3 27.06.19 | 40 30.07.1983 | 41,8 23.08.23  | 37 15.09.1987  | 33,8 01.10.23   | 26 07.11.15   | 23 15.12.1972    | 41,8 2023  |
| Précipitations (mm)                   | 78,2             | 57,8             | 65,8            | 96,4            | 101,1           | 76,6          | 50            | 55,6           | 73,2           | 81,1            | 84,1          | 76,5             | 896,4      |

| Diagramme climatique                                  |             |             |           |               |            |            |              |              |              |             |             |
| J                                                     | F           | M           | A         | M             | J          | J          | A            | S            | O            | N           | D           |
| 9,72,578,2                                            | 11,22,557,8 | 14,94,865,8 | 17,7796,4 | 21,710,6101,1 | 25,91476,6 | 28,315,850 | 28,715,755,6 | 24,612,773,2 | 19,710,181,1 | 13,55,984,1 | 10,43,276,5 |
| Moyennes : • Temp. maxi et mini °C • Précipitation mm |             |             |           |               |            |            |              |              |              |             |             |

Les paramètres climatiques de la commune ont été estimés pour le milieu du siècle (2041-2070) selon différents scénarios d'émission de gaz à effet de serre à partir des nouvelles projections climatiques de référence DRIAS-2020. Ils sont consultables sur un site dédié publié par Météo-France en novembre 2022.

### Milieux naturels et biodiversité

#### Espaces protégés
La protection réglementaire est le mode d’intervention le plus fort pour préserver des espaces naturels remarquables et leur biodiversité associée,.
La commune fait partie du parc naturel régional du Haut-Languedoc, créé en 1973 et d'une superficie de 307 184 ha, qui s'étend sur 118 communes et deux départements. Implanté de part et d’autre de la ligne de partage des eaux entre Océan Atlantique et mer Méditerranée, ce territoire est un véritable balcon dominant les plaines viticoles du Languedoc et les étendues céréalières du Lauragais,

#### Réseau Natura 2000

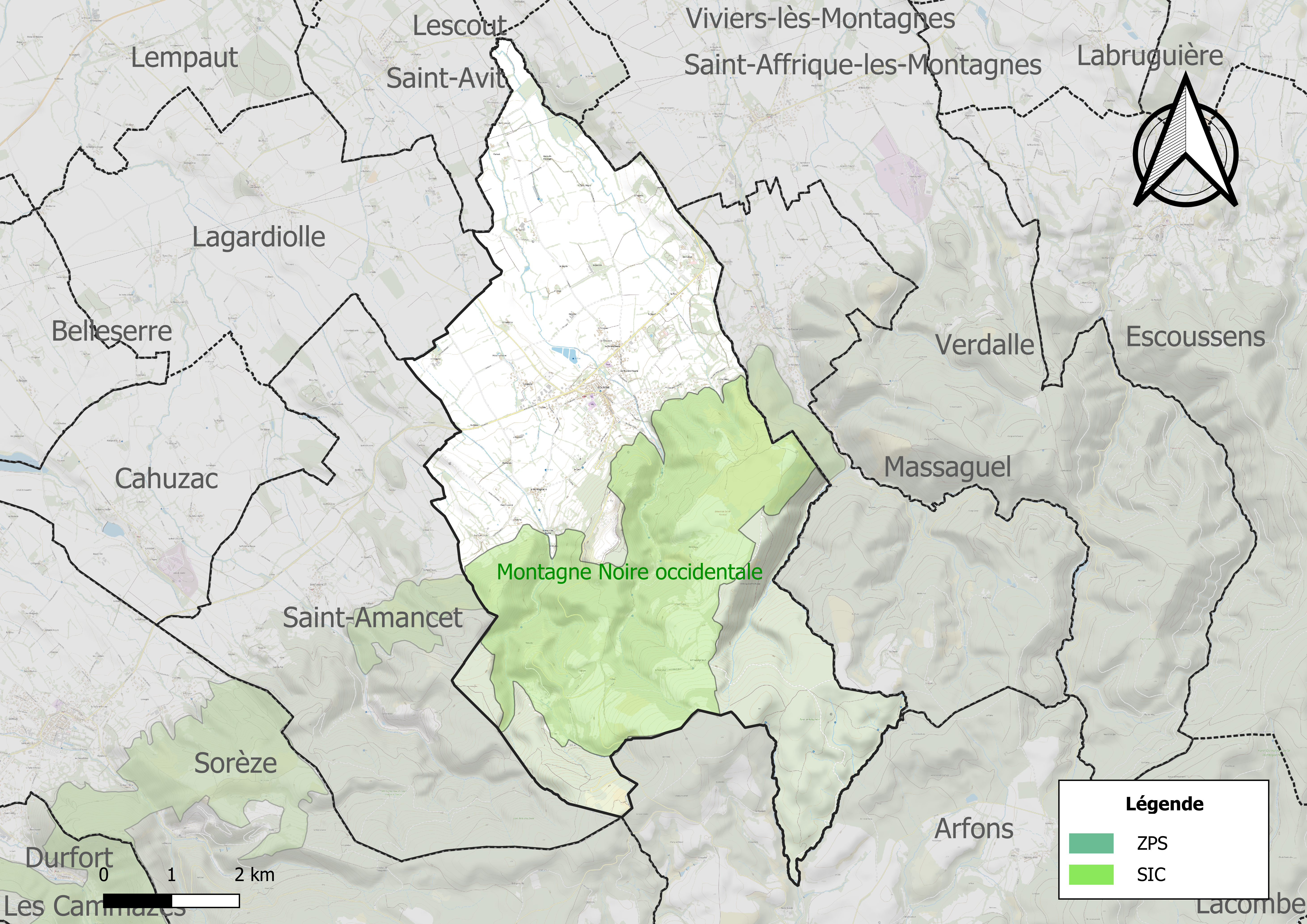
Site Natura 2000 sur le territoire communal.

Le réseau Natura 2000 est un réseau écologique européen de sites naturels d'intérêt écologique élaboré à partir des directives habitats et oiseaux, constitué de zones spéciales de conservation (ZSC) et de zones de protection spéciale (ZPS).
Un site Natura 2000 a été défini sur la commune au titre de la directive habitats : la « Montagne Noire occidentale », d'une superficie de 1 915 ha, avec des vallées encaissées qui abritent la dernière population au sud du massif central pour la Loutre.

#### Zones naturelles d'intérêt écologique, faunistique et floristique
L’inventaire des zones naturelles d'intérêt écologique, faunistique et floristique (ZNIEFF) a pour objectif de réaliser une couverture des zones les plus intéressantes sur le plan écologique, essentiellement dans la perspective d’améliorer la connaissance du patrimoine naturel national et de fournir aux différents décideurs un outil d’aide à la prise en compte de l’environnement dans l’aménagement du territoire.
Deux ZNIEFF de type 1 sont recensées sur la commune :
les « forêts d'Hautaniboul, de Cayroulet et du Pas du Sant » (3 742 ha), couvrant 7 communes dont une dans l'Aude et six dans le Tarn, et 
la « vallée de Baylou et Désert de Saint-Ferréol » (2 206 ha), couvrant 6 communes du département
et une ZNIEFF de type 2, : 
la « montagne Noire (versant Nord) » (31 971 ha), couvrant 37 communes dont 14 dans l'Aude, deux dans la Haute-Garonne, trois dans l'Hérault et 18 dans le Tarn.

Carte des ZNIEFF de type 1 et 2 à Dourgne.
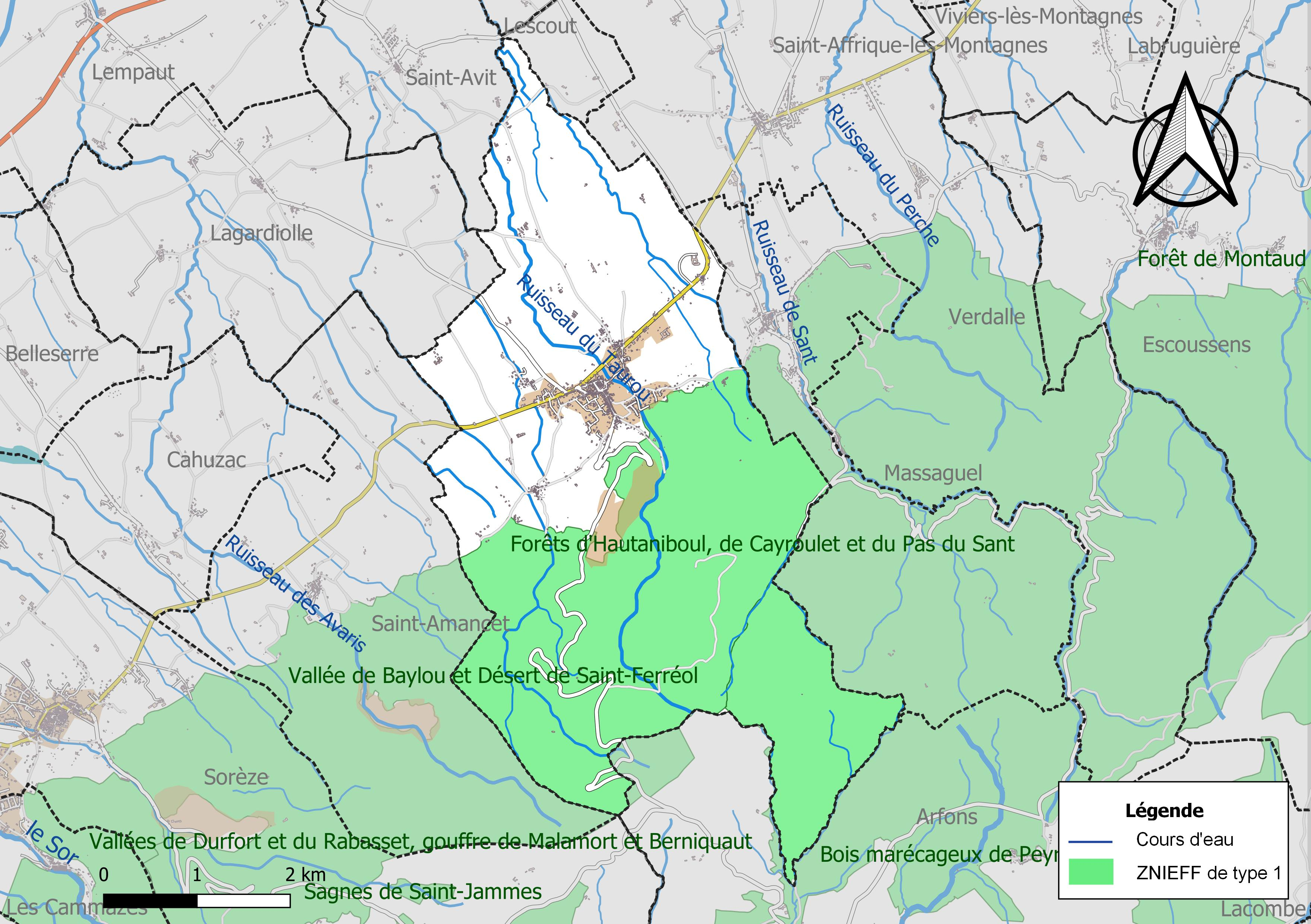
Carte des ZNIEFF de type 1 sur la commune.
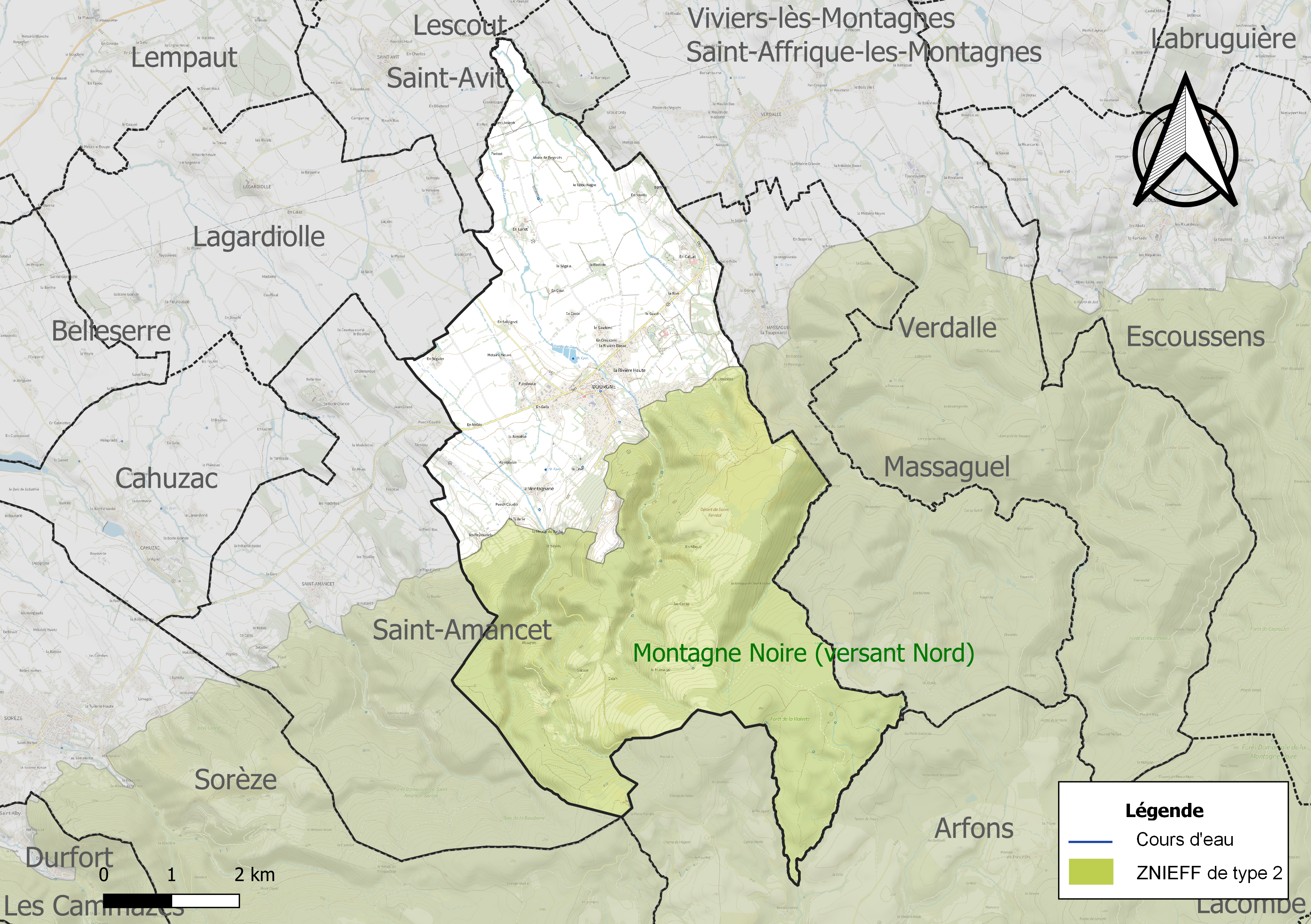
Carte de la ZNIEFF de type 2 sur la commune.

## Urbanisme

### Typologie
Au 1er janvier 2024, Dourgne est catégorisée bourg rural, selon la nouvelle grille communale de densité à sept niveaux définie par l'Insee en 2022.
Elle est située hors unité urbaine. Par ailleurs la commune fait partie de l'aire d'attraction de Castres, dont elle est une commune de la couronne,. Cette aire, qui regroupe 55 communes, est catégorisée dans les aires de 50 000 à moins de 200 000 habitants,.

### Occupation des sols
L'occupation des sols de la commune, telle qu'elle ressort de la base de données européenne d’occupation biophysique des sols Corine Land Cover (CLC), est marquée par l'importance des territoires agricoles (48,4 % en 2018), en diminution par rapport à 1990 (55,8 %). La répartition détaillée en 2018 est la suivante : 
forêts (43,7 %), prairies (33,4 %), terres arables (14,9 %), zones urbanisées (4,9 %), milieux à végétation arbustive et/ou herbacée (1,8 %), mines, décharges et chantiers (1,1 %), zones agricoles hétérogènes (0,2 %). L'évolution de l’occupation des sols de la commune et de ses infrastructures peut être observée sur les différentes représentations cartographiques du territoire : la carte de Cassini (XVIIIe siècle), la carte d'état-major (1820-1866) et les cartes ou photos aériennes de l'IGN pour la période actuelle (1950 à aujourd'hui).

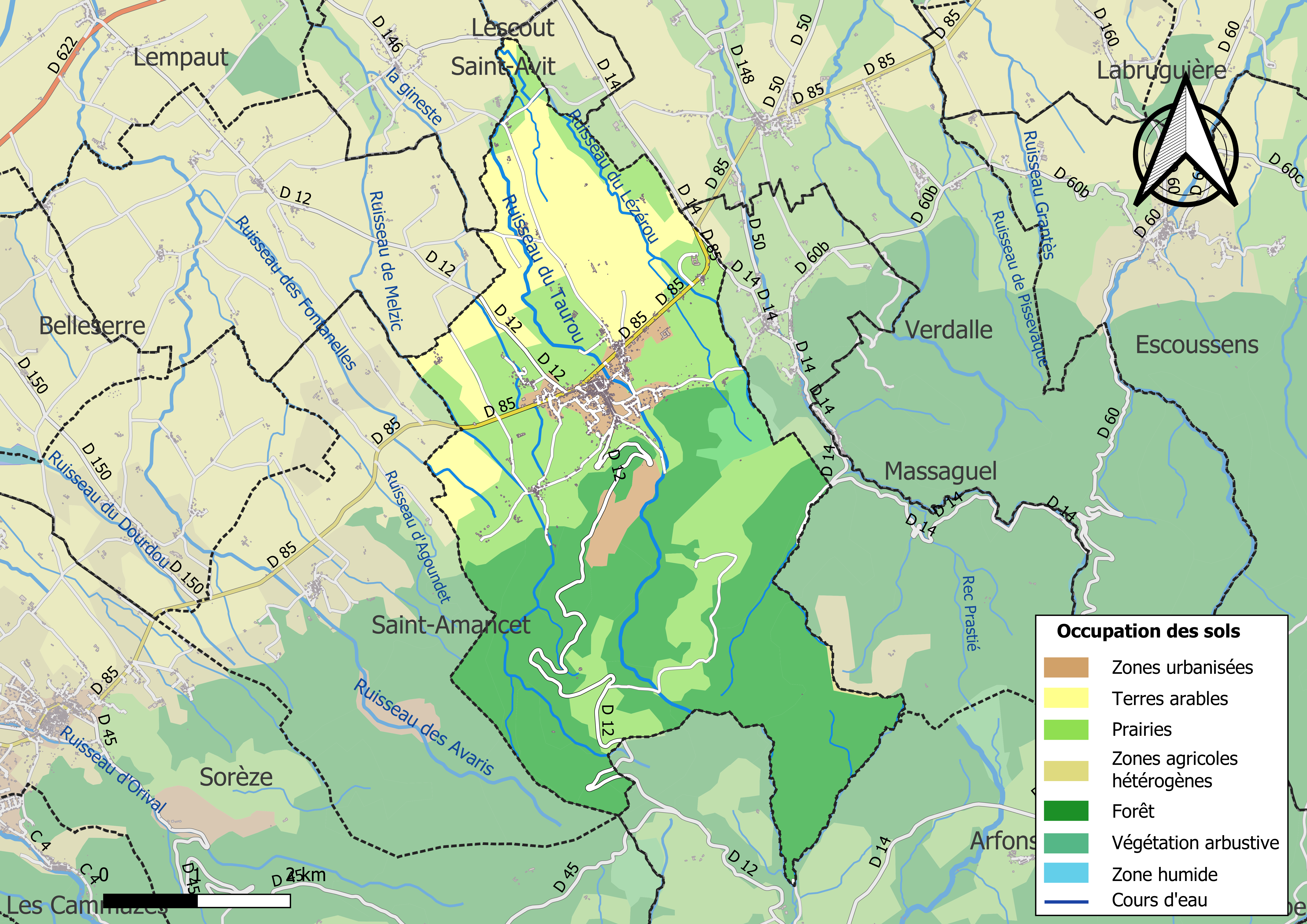
Carte des infrastructures et de l'occupation des sols de la commune en 2018 (CLC).

### Risques majeurs
Le territoire de la commune de Dourgne est vulnérable à différents aléas naturels : météorologiques (tempête, orage, neige, grand froid, canicule ou sécheresse), inondations, feux de forêts, mouvements de terrains et séisme (sismicité très faible). Il est également exposé à un risque technologique, le transport de matières dangereuses, et à un risque particulier : le risque de radon. Un site publié par le BRGM permet d'évaluer simplement et rapidement les risques d'un bien localisé soit par son adresse soit par le numéro de sa parcelle.

#### Risques naturels
Certaines parties du territoire communal sont susceptibles d’être affectées par le risque d’inondation par débordement de cours d'eau, notamment le ruisseau du Taurou. La cartographie des zones inondables en ex-Midi-Pyrénées réalisée dans le cadre du XIe Contrat de plan État-région, visant à informer les citoyens et les décideurs sur le risque d’inondation, est accessible sur le site de la DREAL Occitanie. La commune a été reconnue en état de catastrophe naturelle au titre des dommages causés par les inondations et coulées de boue survenues en 1982, 1992, 1998, 2000, 2009, 2013, 2018 et 2021,.
Dourgne est exposée au risque de feu de forêt du fait de la présence sur son territoire. En 2022, il n'existe pas de Plan de Prévention des Risques incendie de forêt (PPRif). Le débroussaillement aux abords des maisons constitue l’une des meilleures protections pour les particuliers contre le feu,.

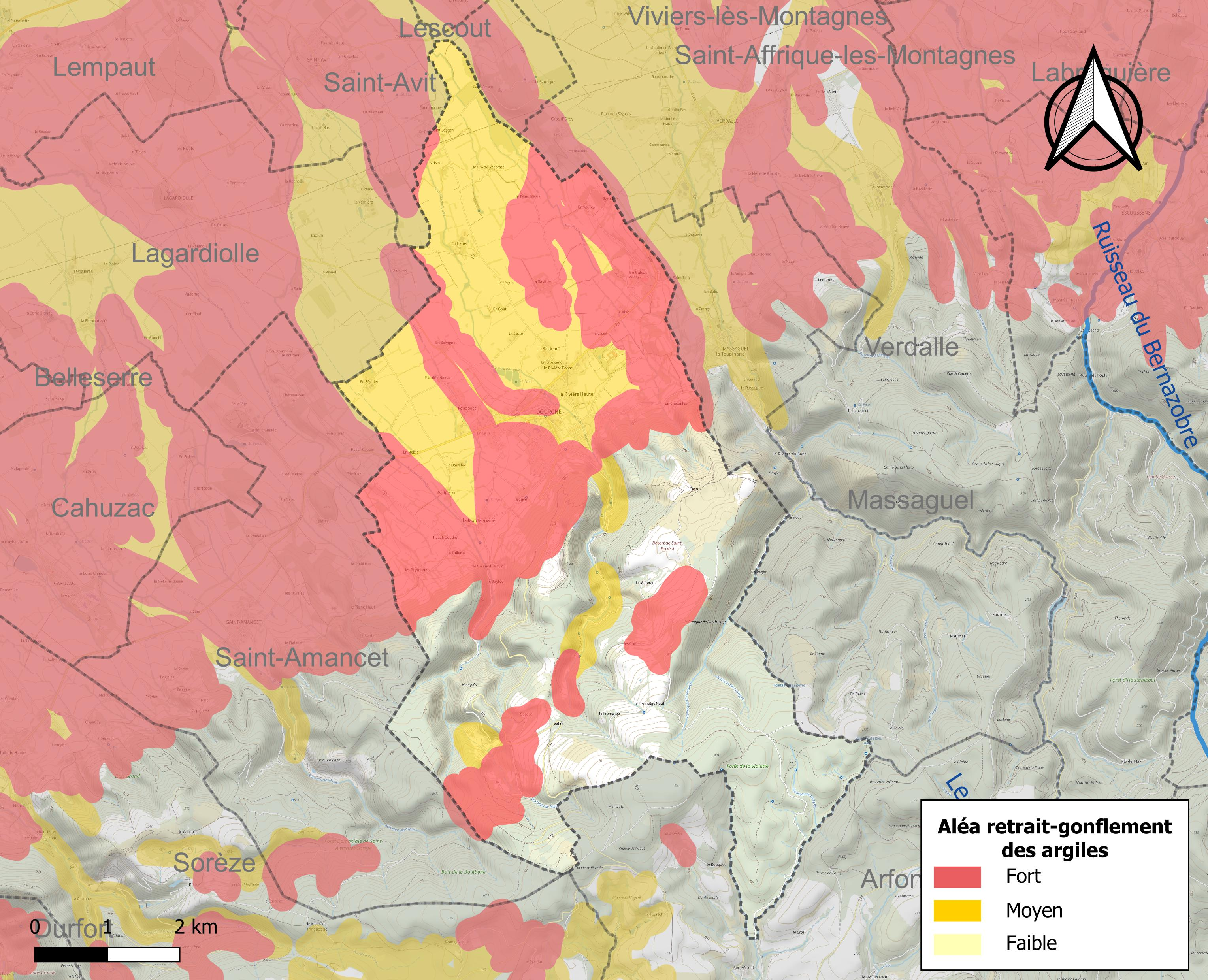
Carte des zones d'aléa retrait-gonflement des sols argileux de Dourgne.

La commune est vulnérable au risque de mouvements de terrains constitué principalement du retrait-gonflement des sols argileux. Cet aléa est susceptible d'engendrer des dommages importants aux bâtiments en cas d’alternance de périodes de sécheresse et de pluie. 58,1 % de la superficie communale est en aléa moyen ou fort (76,3 % au niveau départemental et 48,5 % au niveau national). Sur les 635 bâtiments dénombrés sur la commune en 2019, 631 sont en aléa moyen ou fort, soit 99 %, à comparer aux 90 % au niveau départemental et 54 % au niveau national. Une cartographie de l'exposition du territoire national au retrait gonflement des sols argileux est disponible sur le site du BRGM,.
Par ailleurs, afin de mieux appréhender le risque d’affaissement de terrain, l'inventaire national des cavités souterraines permet de localiser celles situées sur la commune.

#### Risques technologiques
Le risque de transport de matières dangereuses sur la commune est lié à sa traversée par des infrastructures routières ou ferroviaires importantes ou la présence d'une canalisation de transport d'hydrocarbures. Un accident se produisant sur de telles infrastructures est susceptible d’avoir des effets graves sur les biens, les personnes ou l'environnement, selon la nature du matériau transporté. Des dispositions d’urbanisme peuvent être préconisées en conséquence.

#### Risque particulier
Dans plusieurs parties du territoire national, le radon, accumulé dans certains logements ou autres locaux, peut constituer une source significative d’exposition de la population aux rayonnements ionisants. Certaines communes du département sont concernées par le risque radon à un niveau plus ou moins élevé. Selon la classification de 2018, la commune de Dourgne est classée en zone 3, à savoir zone à potentiel radon significatif.

## Histoire

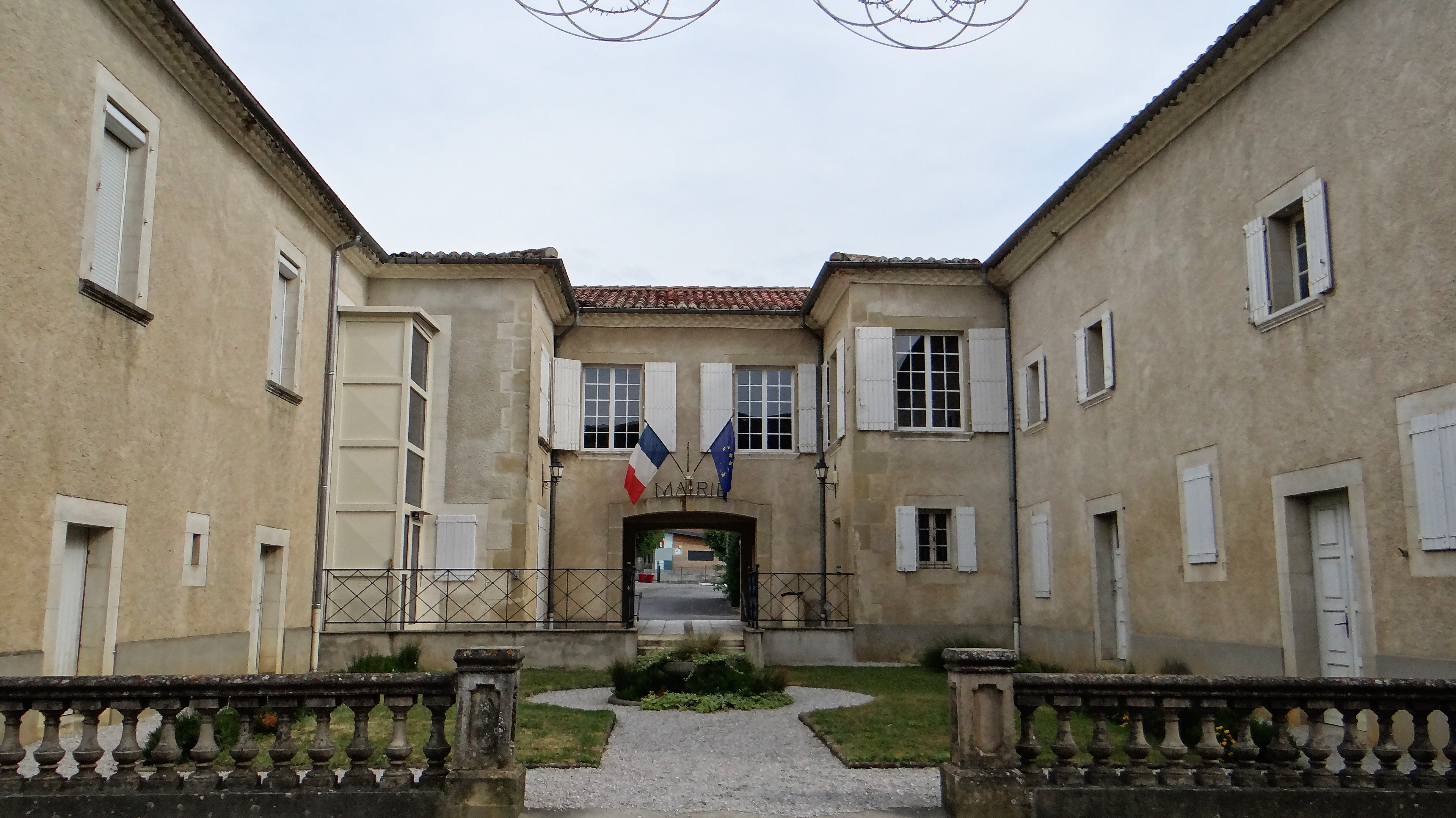
La mairie

Le 17 avril 1715 la communauté de Dourgne, détentrice de portion des domaines engagés de la généralité de Toulouse, se libère partiellement du droit d'albergue fixé à 40 livres 15 sols annuels en payant la somme de 151 livres 7 sols suivant l'édit de juin 1708, lequel droit est ainsi diminué de 12 livres 12 sols 3 deniers. (Quittance sur parchemin du receveur des revenus casuels)

### Héraldique
| Dourgne | Son blasonnement est : D'azur aux deux clefs d'argent passées en sautoir, liées par un ruban de gueules. |

## Politique et administration

### Liste des maires
| Période                                  | Période       | Identité           | Étiquette | Qualité              |
| ---------------------------------------- | ------------- | ------------------ | --------- | -------------------- |
| mars 1983                                | décembre 1998 | Georges Mazars     | PS        | Sénateur (1995-1998) |
| mars 2001                                | 2014          | Hélène Azam        |           |                      |
| mars 2014                                | 2020          | Christian Rey      |           |                      |
| mai 2020                                 | En cours      | Dominique Cougnaud |           |                      |
| Les données manquantes sont à compléter. |               |                    |           |                      |

### Politique de développement durable
La commune a engagé une politique de développement durable en lançant une démarche d'Agenda 21 en 2007.

## Démographie
| 1793  | 1800  | 1806  | 1821  | 1831  | 1836  | 1841  | 1846  | 1851  |
| ----- | ----- | ----- | ----- | ----- | ----- | ----- | ----- | ----- |
| 1 700 | 1 661 | 2 027 | 1 964 | 2 112 | 2 233 | 2 250 | 2 156 | 2 123 |

| 1856  | 1861  | 1866  | 1872  | 1876  | 1881  | 1886  | 1891  | 1896  |
| ----- | ----- | ----- | ----- | ----- | ----- | ----- | ----- | ----- |
| 1 923 | 1 791 | 1 715 | 1 749 | 1 916 | 1 844 | 1 934 | 1 800 | 1 711 |

| 1901  | 1906  | 1911  | 1921  | 1926  | 1931  | 1936  | 1946  | 1954  |
| ----- | ----- | ----- | ----- | ----- | ----- | ----- | ----- | ----- |
| 1 667 | 1 578 | 1 580 | 1 386 | 1 524 | 1 556 | 1 550 | 1 565 | 1 393 |

| 1962  | 1968  | 1975  | 1982  | 1990  | 1999  | 2006  | 2008  | 2013  |
| ----- | ----- | ----- | ----- | ----- | ----- | ----- | ----- | ----- |
| 1 409 | 1 299 | 1 250 | 1 233 | 1 211 | 1 186 | 1 258 | 1 279 | 1 310 |

| 2018  | 2022  | - | - | - | - | - | - | - |
| ----- | ----- | - | - | - | - | - | - | - |
| 1 316 | 1 310 | - | - | - | - | - | - | - |

## Économie

### Revenus
En 2018, la commune compte 522 ménages fiscaux, regroupant 1 129 personnes. La médiane du revenu disponible par unité de consommation est de 20 180 € (20 400 € dans le département).

### Emploi
|                | 2008  | 2013  | 2018   |
| -------------- | ----- | ----- | ------ |
| Commune        | 6,8 % | 9,1 % | 10,2 % |
| Département    | 8,2 % | 9,9 % | 10 %   |
| France entière | 8,3 % | 10 %  | 10 %   |

En 2018, la population âgée de 15 à 64 ans s'élève à 733 personnes, parmi lesquelles on compte 74,4 % d'actifs (64,1 % ayant un emploi et 10,2 % de chômeurs) et 25,6 % d'inactifs,. En  2018, le taux de chômage communal (au sens du recensement) des 15-64 ans est supérieur à celui du département et de la France, alors qu'en 2008 la situation était inverse.
La commune fait partie de la couronne de l'aire d'attraction de Castres, du fait qu'au moins 15 % des actifs travaillent dans le pôle,. Elle compte 414 emplois en 2018, contre 456 en 2013 et 516 en 2008. Le nombre d'actifs ayant un emploi résidant dans la commune est de 475, soit un indicateur de concentration d'emploi de 87,1 % et un taux d'activité parmi les 15 ans ou plus de 48,2 %.
Sur ces 475 actifs de 15 ans ou plus ayant un emploi, 148 travaillent dans la commune, soit 31 % des habitants. Pour se rendre au travail, 80,2 % des habitants utilisent un véhicule personnel ou de fonction à quatre roues, 1,9 % les transports en commun, 8,8 % s'y rendent en deux-roues, à vélo ou à pied et 9,1 % n'ont pas besoin de transport (travail au domicile).

### Activités hors agriculture

#### Secteurs d'activités
89 établissements sont implantés  à Dourgne au 31 décembre 2019. Le tableau ci-dessous en détaille le nombre par secteur d'activité et compare les ratios avec ceux du département,.
| Secteur d'activité                                                                                        | Commune | Commune | Département |
| Secteur d'activité                                                                                        | Nombre  | %       | %           |
| --- | ------- | ------- | ----------- |
| Ensemble                                                                                                  | 89      | 100 %   | (100 %)     |
| Industrie manufacturière, industries extractives et autres                                                | 16      | 18 %    | (13 %)      |
| Construction                                                                                              | 8       | 9 %     | (12,5 %)    |
| Commerce de gros et de détail, transports, hébergement et restauration                                    | 22      | 24,7 %  | (26,7 %)    |
| Information et communication                                                                              | 4       | 4,5 %   | (2,1 %)     |
| Activités financières et d'assurance                                                                      | 1       | 1,1 %   | (3,3 %)     |
| Activités immobilières                                                                                    | 4       | 4,5 %   | (4,2 %)     |
| Activités spécialisées, scientifiques et techniques et activités de services administratifs et de soutien | 7       | 7,9 %   | (13,8 %)    |
| Administration publique, enseignement, santé humaine et action sociale                                    | 17      | 19,1 %  | (15,5 %)    |
| Autres activités de services                                                                              | 10      | 11,2 %  | (9 %)       |

Le secteur du commerce de gros et de détail, des transports, de l'hébergement et de la restauration est prépondérant sur la commune puisqu'il représente 24,7 % du nombre total d'établissements de la commune (22 sur les 89 entreprises implantées  à Dourgne), contre 26,7 % au niveau départemental.

#### Entreprises et commerces
Les deux entreprises ayant leur siège social sur le territoire communal qui génèrent le plus de chiffre d'affaires en 2020 sont : 
- TIS (Tuyauterie Industrielle Soudure), installation de structures métalliques, chaudronnées et de tuyauterie (2 816 k€)
- Parlons Pierre, taille, façonnage et finissage de pierres (410 k€)

### Agriculture
La commune est dans la Montagne Noire, une petite région agricole située dans le sud du département du Tarn. En 2020, l'orientation technico-économique de l'agriculture  sur la commune est l'élevage d'ovins ou de caprins.
|               | 1988  | 2000 | 2010 | 2020 |
| ------------- | ----- | ---- | ---- | ---- |
| Exploitations | 40    | 26   | 13   | 12   |
| SAU (ha)      | 1 310 | 846  | 754  | 719  |

Le nombre d'exploitations agricoles en activité et ayant leur siège dans la commune est passé de 40 lors du recensement agricole de 1988  à 26 en 2000 puis à 13 en 2010 et enfin à 12 en 2020, soit une baisse de 70 % en 32 ans. Le même mouvement est observé à l'échelle du département qui a perdu pendant cette période 58 % de ses exploitations,. La surface agricole utilisée sur la commune a également diminué, passant de 1310 ha en 1988 à 719 ha en 2020. Parallèlement la surface agricole utilisée moyenne par exploitation a augmenté, passant de 33 à 60 ha.

## Culture locale et patrimoine

### Lieux et monuments

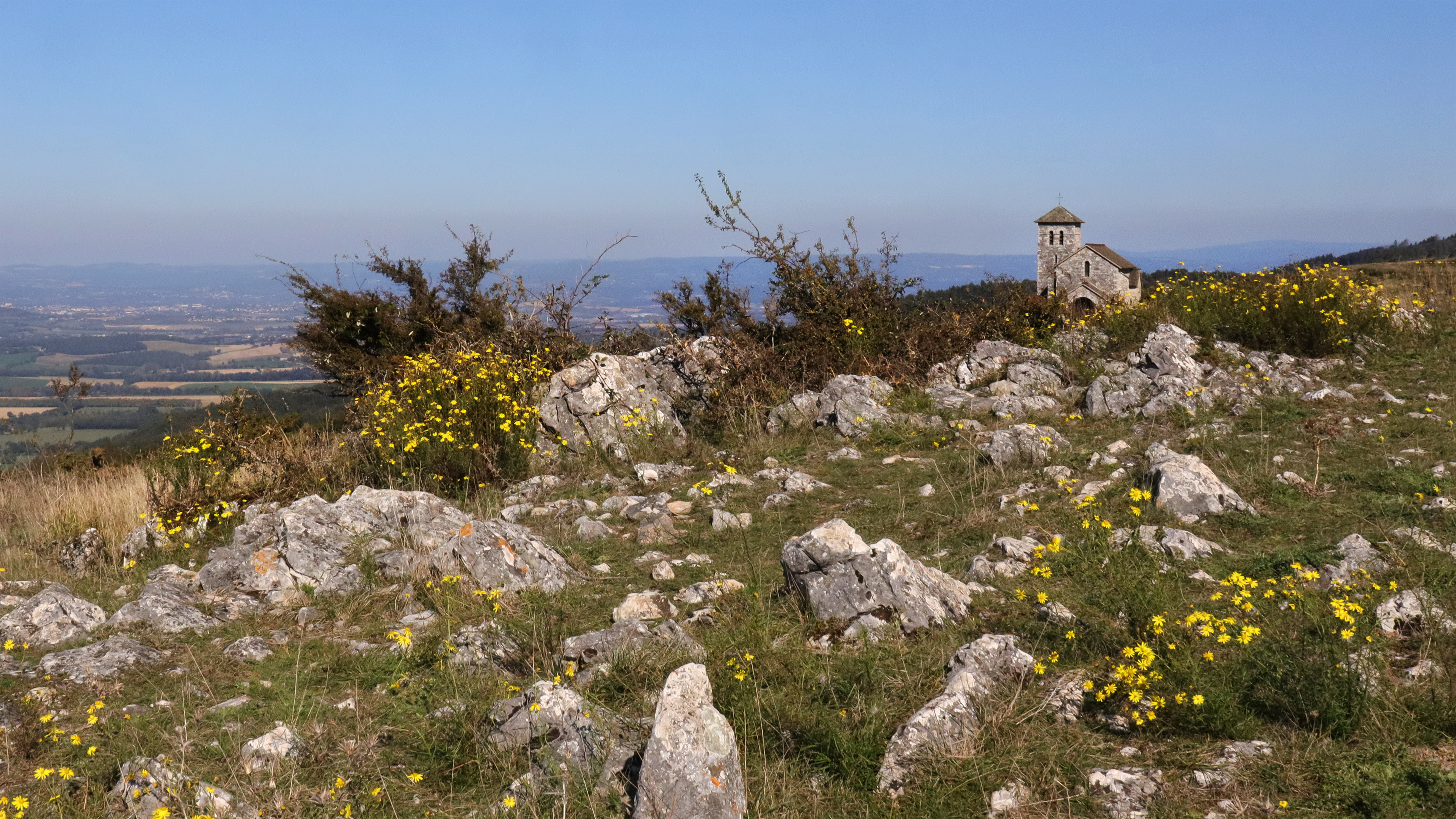
Le désert de Saint-Féréol
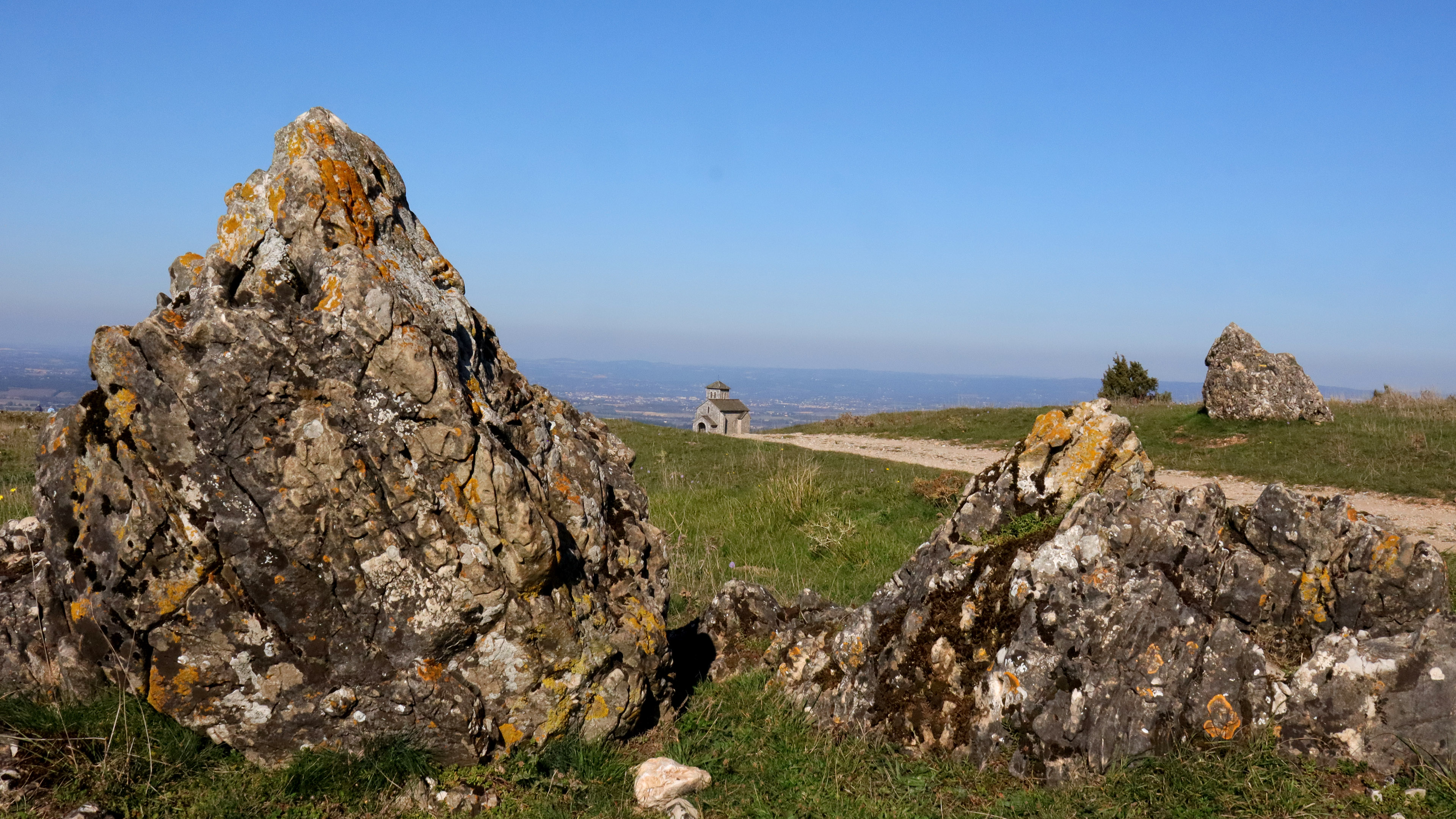
La Capelette
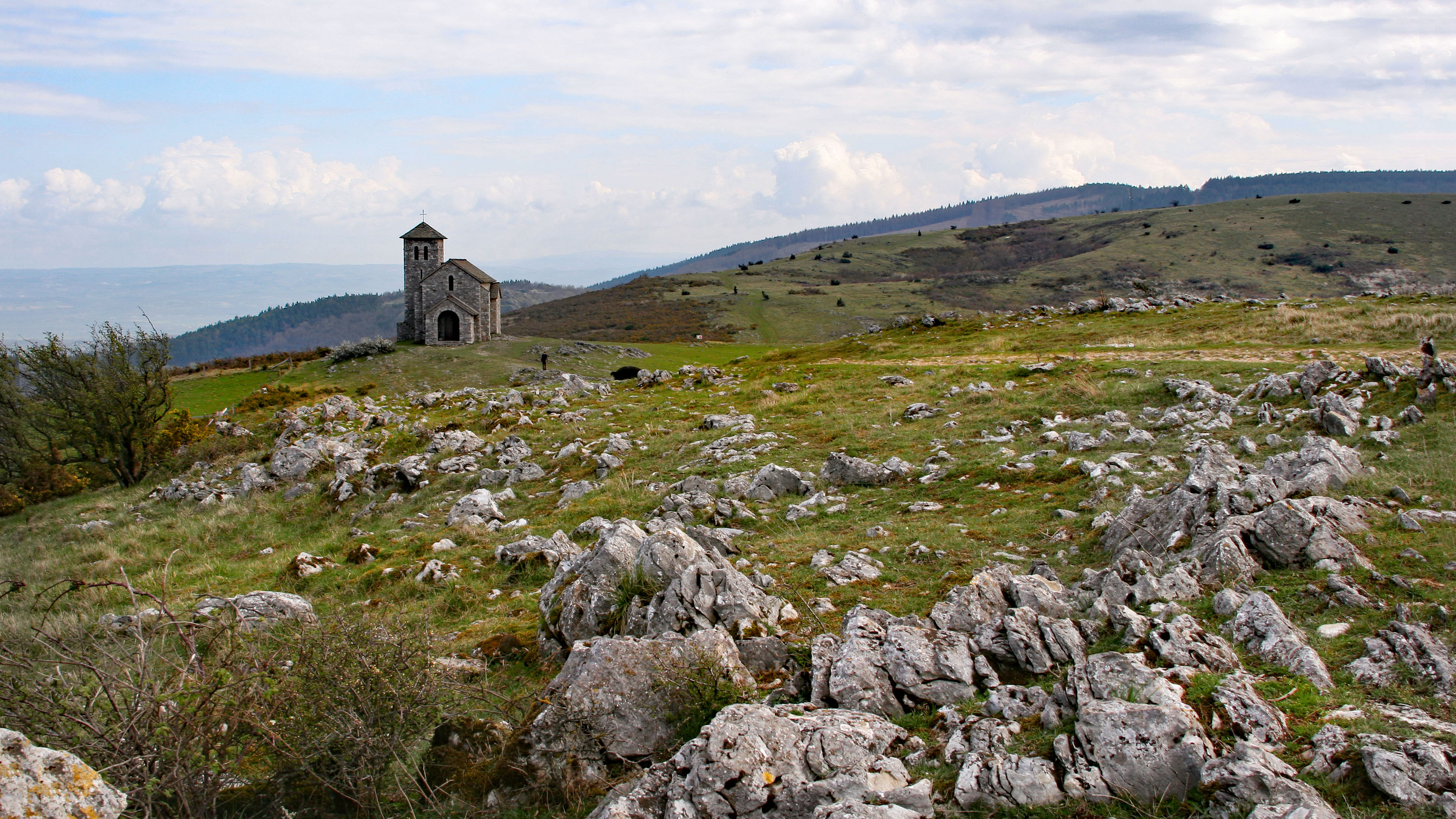
La Capelette
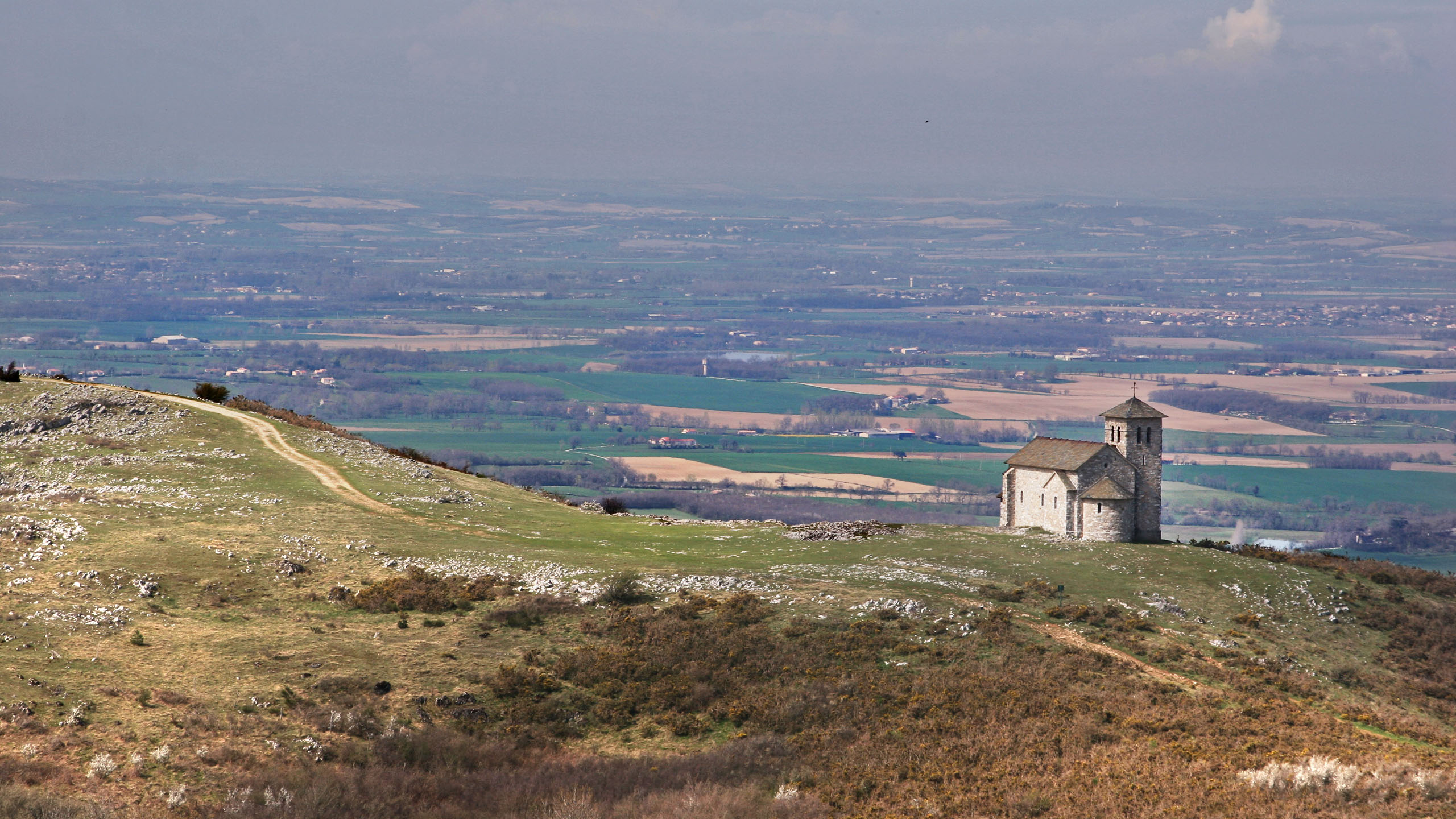
Le désert de Saint-Féréol
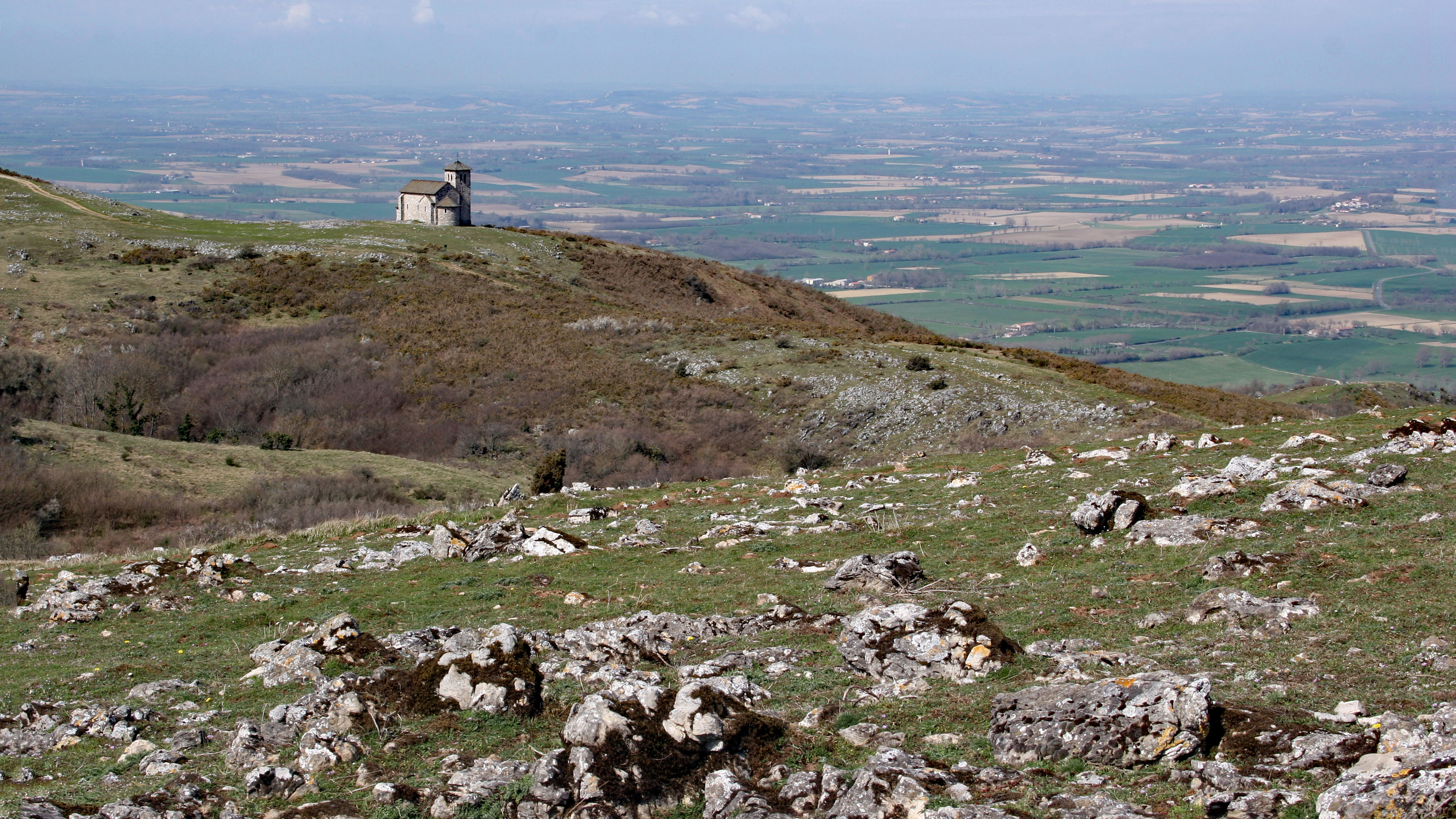
Le désert de Saint-Féréol
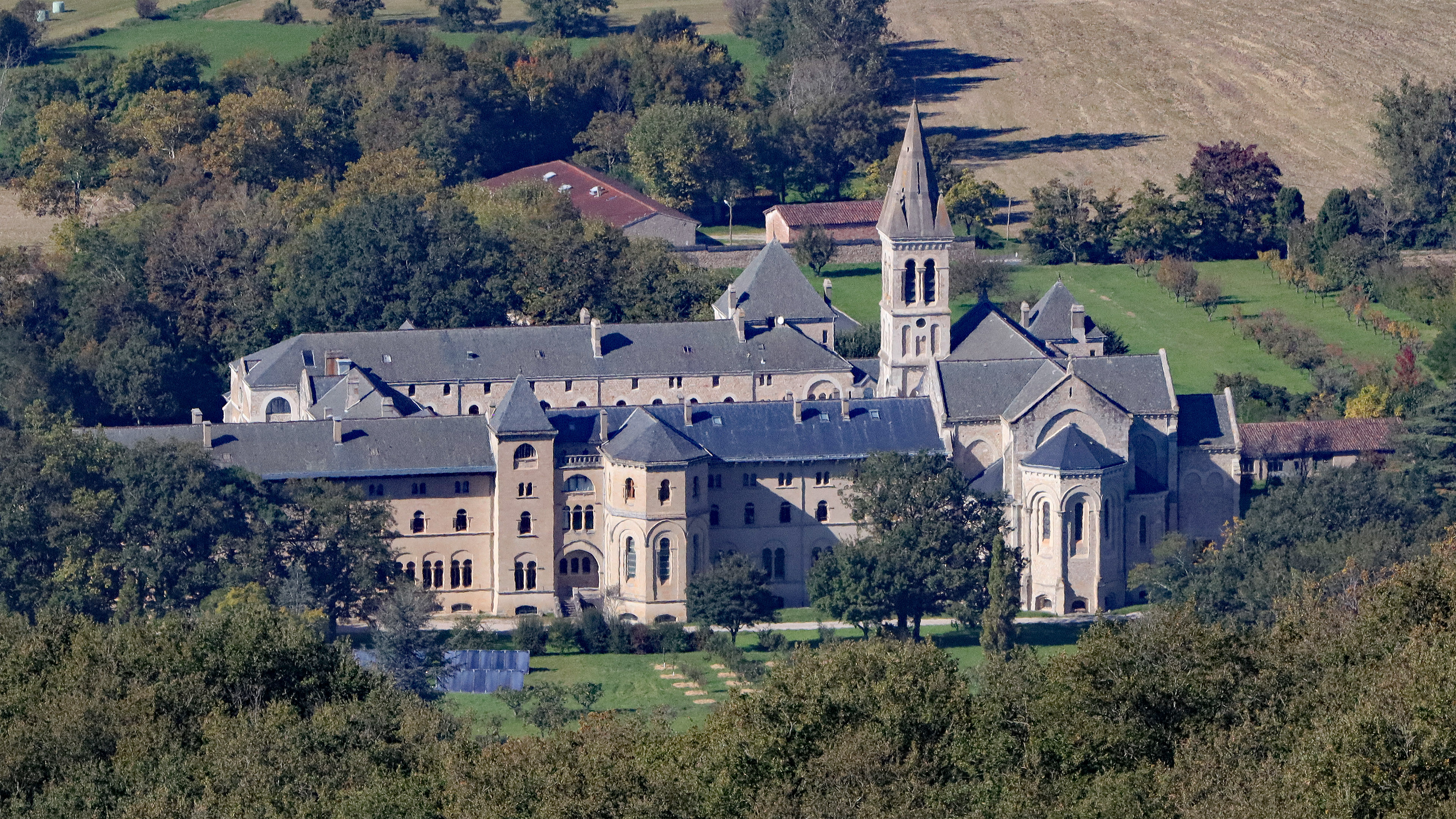
Abbaye Sainte-Scholastique
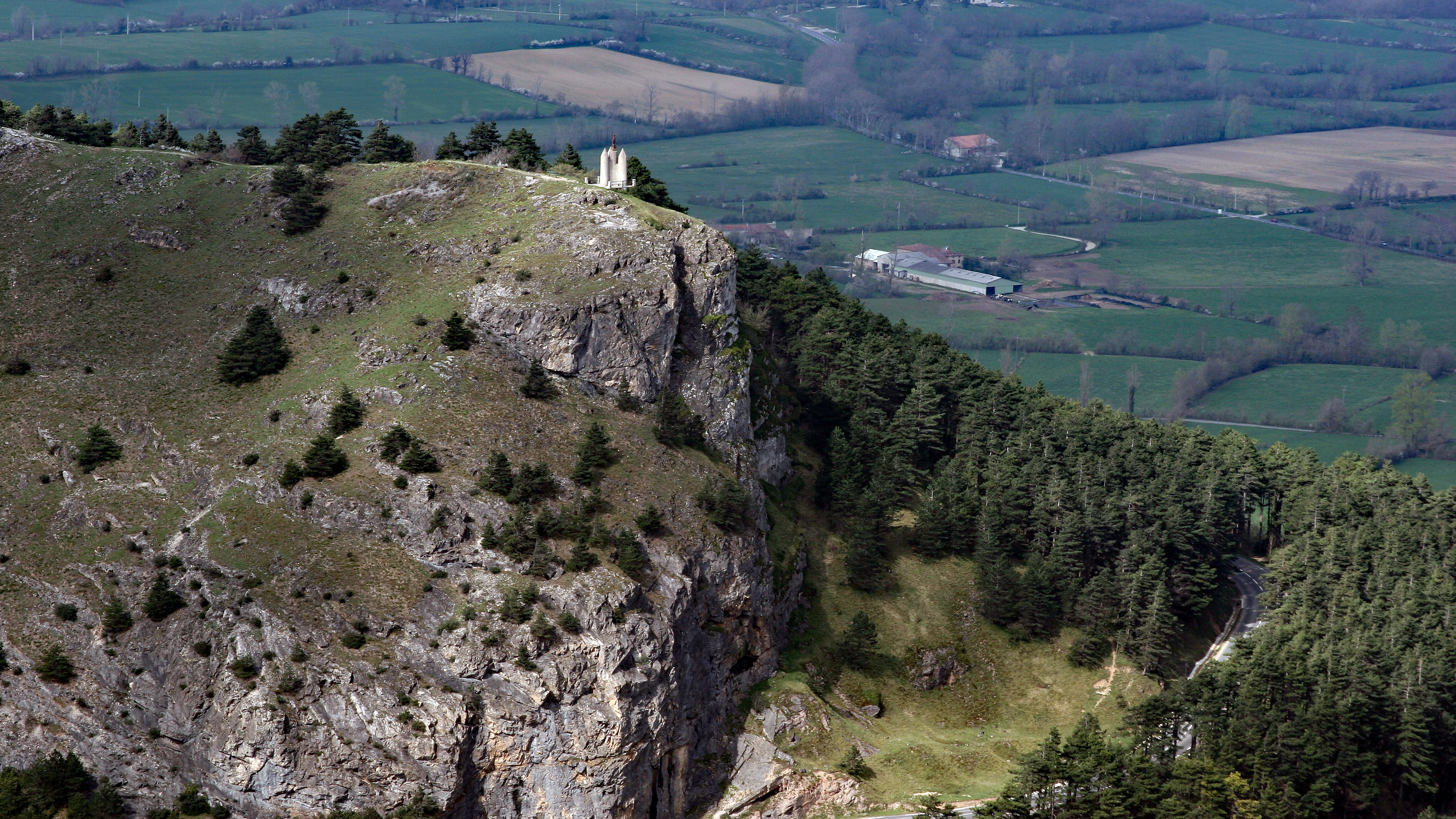
Saint Stapin
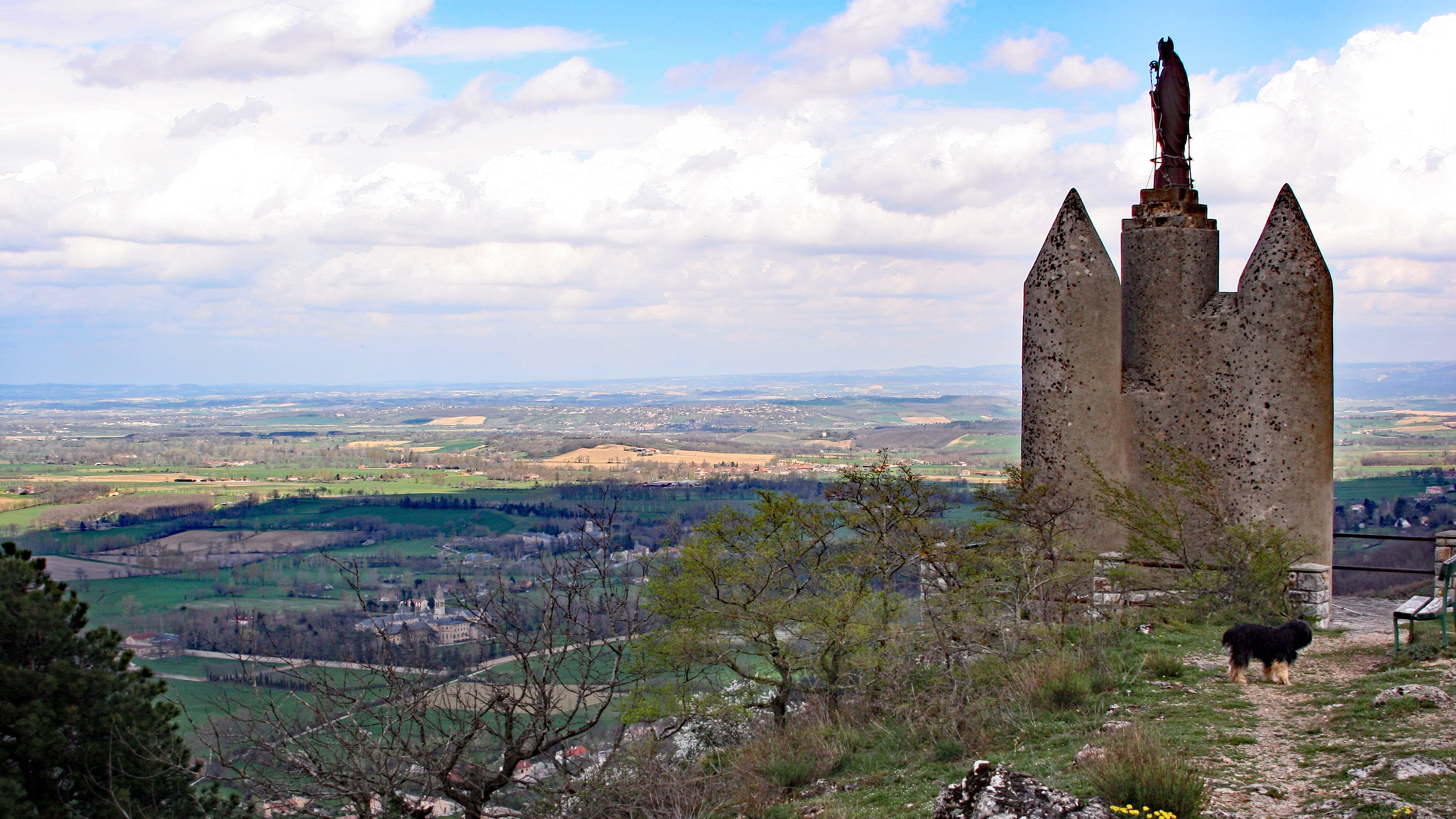
Saint Stapin

- La commune de Dourgne est connue pour ses deux monastères bénédictins, l'abbaye d'En-Calcat et abbaye Sainte-Scholastique, fondées en 1890.
- Église Saint-Pierre de Dourgne a été construite au début du XVIe siècle. Les voûtes sont incendiées le 6 juillet 1572. L'église est ensuite restaurée. Le maître maçon Jean Maffre a restauré et voûté le chœur et deux travées avant 1606[44],[45]. L'édifice est référencé dans la base Mérimée et à l'Inventaire général Région Occitanie[46].
- Chapelle de l'hospice le Refuge de Dourgne.
- Chapelle Notre-Dame-de-Fatima de Dourgne.
- Chapelle Saint-Ferréol de Dourgne[47].
- Chapelle Saint-Stapin de Dourgne.
- On peut y observer les ruines du château de Castellas, détruit par Simon de Montfort.
- On peut trouver dans les environs quelques gisements de bélemnites, que les oryctographes appelaient au XIXe siècle « pierres fulminantes » par leur propriété de parfois exploser dans la chaleur d'un feu[48],[49].

### Personnalités liées à la commune
- Jean-Marie Charles Abrial (1879-1962) : officier de marine, maire de Dourgne du 21 mars au 23 novembre 1944, mort à Dourgne ;
- Hermine David, qui fit plusieurs séjours à l'abbaye d'En-Calcat après le décès de son mari le peintre Pascin. Elle y laissa deux « Madone à l'enfant » datant des années 1935.
- Jean-Antoine Gleizes, écrivain.
- Maxime Jacob, dit « Dom Clément Jacob », organiste et compositeur attaché à l'abbaye d'En-Calcat.
- Berceau familial des Jaurès : « Les Jaurès sont de Dourgne », a dit Madeleine Rebérioux sur France Culture en août 2004.
- Daniel Lys (1924-2014), pasteur et théologien protestant, né à Dourgne.
- Camille Montagné, architecte, Prix de Rome en 1932, auteur notamment de la « Boule de Rangueil » à Toulouse.
- Isabelle Rivière, femme de lettres, épouse de Jacques Rivière, homme de lettres, qui dirigea la NRF et sœur d'Alain-Fournier, l'« Isabelle » de la dédicace du Grand Meaulnes.
- Dom Robert, bénédictin et l'un des plus grands artistes tapissiers du XXe siècle.
- Saint Stapin, saint catholique, élu évêque de Carcassonne en 683, chassé par les Sarrazins, mort à Dourgne vers 720. Un pèlerinage avait lieu le 6 août[50].